# Farroupilharevolutionen
Farroupilharevolutionen (portugisiska: Guerra dos Farrapos eller Revolução Farroupilha) var ett republikanskt uppror som började i södra Brasilien, i delstaterna Rio Grande do Sul och Santa Catarina, 1835. Rebellerna, ledda av generalerna Bento Gonçalves da Silva och Antônio de Sousa Neto med stöd av Giuseppe Garibaldi, kapitulerade till kejsarens styrkor 1845.

### Fotnoter
1. ↑  Loveman, Brian (1999). For La Patria: Politics and the Armed Forces in Latin America (illustrerad). Rowman & Littlefield. sid. 43. ISBN 978-0-8420-2773-1. http://books.google.com/?id=QCUAyK2c-NQC&pg=PA43